# Салтосарайська
Салтосара́йська (рос. Салтосарайская) — присілок у складі Каргапольського району Курганської області, Росія. Входить до складу Банниковської сільської ради.
Населення — 166 осіб (2010, 177 у 2002).
Національний склад населення станом на 2002 рік: росіяни — 84 %.